# Plagiothecium glossophylloides
Plagiothecium glossophylloides är en bladmossart som beskrevs av Brotherus 1929. Plagiothecium glossophylloides ingår i släktet sidenmossor, och familjen Plagiotheciaceae. Inga underarter finns listade i Catalogue of Life.